# Huben (Gemeinde Längenfeld)
Huben ist ein Dorf und eine ehemalige Fraktion der Gemeinde Längenfeld im Bezirk Imst in Tirol mit 1235 Einwohnern (Stand 2011).

## Geographie
Das Dorf Huben liegt auf 1189 m ü. A. im Ötztal oberhalb von Längenfeld, am südlichen Ende des Längenfelder Beckens, einer Weitung des Tales, am linken Ufer der Ötztaler Ache.
Zur Fraktion Huben zählten außerdem die Dörfer Astlehn und Runhof, die Weiler Aschbach, Gottsgut, Mühl und Winkle, die Rotten Bruggen, Burgstein und Brand, der Einzelhof Armelen sowie zwei Alpengasthöfe, eine Schutzhütte und mehrere Almen.

### Geologische Besonderheit
Im Bereich von Huben weist das Erdmagnetfeld eine Besonderheit auf. Hier finden sich Werte, wie sie sonst in Österreich nur noch in einer einzelnen, anderen Region vorkommen.

## Geschichte

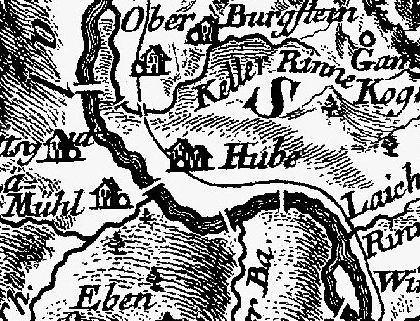
Hube(n) am rechten Ufer der Ötztaler Ache, Ausschnitt aus dem Atlas Tyrolensis, 1774

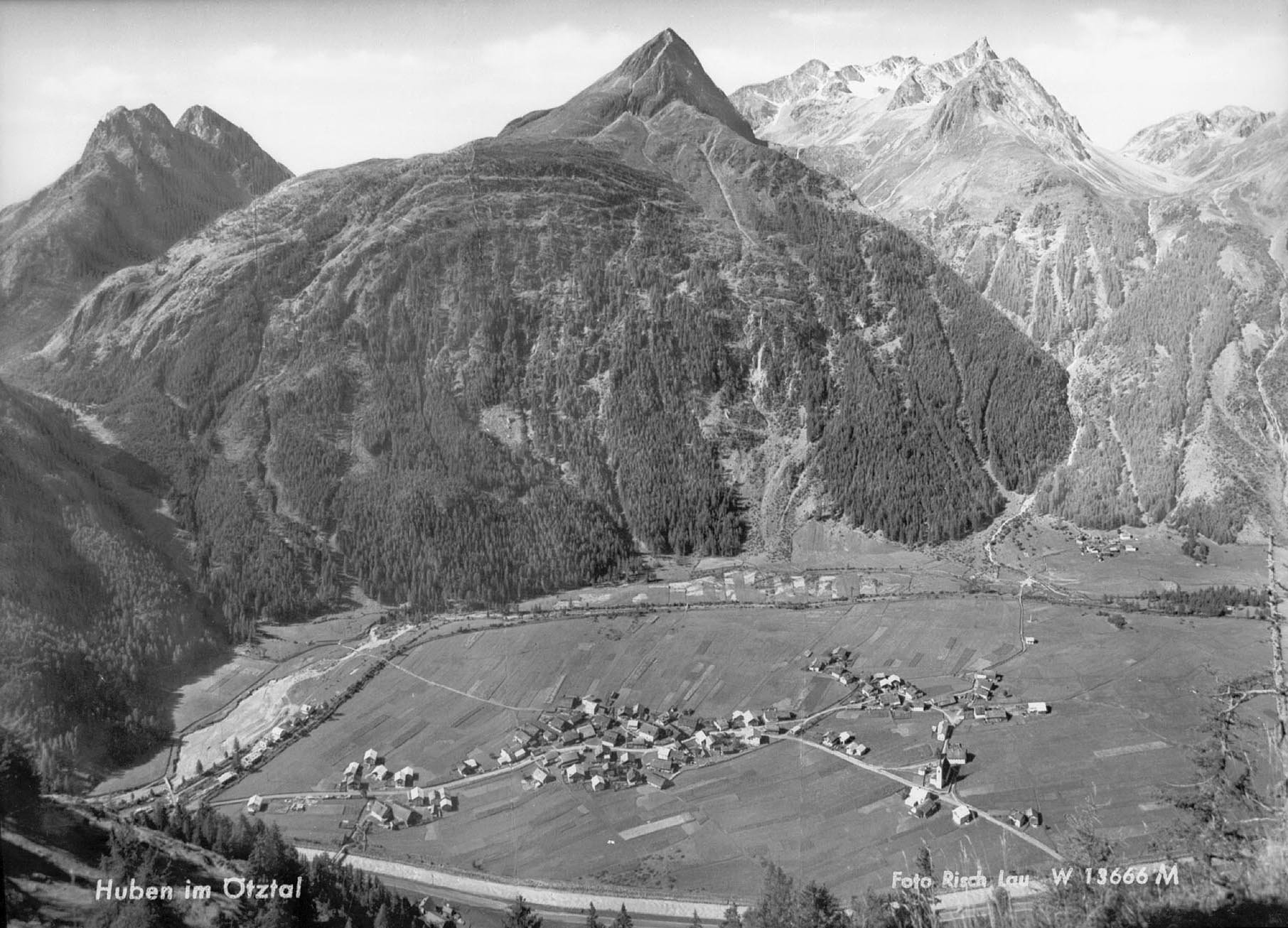
Huben Richtung Westen (1958)

Der Name Huben leitet sich vermutlich von Hube, einem Hof zur Versorgung einer Familie, ab. Im Jahr 1317 wurden in Huben Schwaighöfe erwähnt.
Aufgrund seiner Lage am Talboden war Huben häufig von Naturkatastrophen, insbesondere Überschwemmungen durch die Ötztaler Ache, betroffen. Die Ache grub sich dabei immer wieder ein neues Bett. Früher verlief sie am westlichen Talrand und Huben lag, anders als heute, am rechten Ufer. Beim verheerenden Ausbruch des Rofener Eissees am 16. Juli 1678 wurden in Huben fast alle Häuser und die Kirche zerstört. Bei einem Hochwasser 1868 wurden zwei Häuser, eine Kapelle und der Kirchturm zerstört. 1877 wurde Huben durch einen Felssturz zum wiederholten Male verschüttet, worauf die Regierung in Wien überlegte, die Bewohner nach Ungarn umzusiedeln, was aufgrund deren Widerstands nicht verwirklicht wurde.
Die Kirche zum hl. Martin wurde nach der Zerstörung 1679 wieder aufgebaut und aufgrund der angewachsenen Bevölkerung 1805/06 vergrößert. 1891 wurde Huben zur eigenständigen Pfarre erhoben.